# La Ibérica (Michoacán)
La Ibérica es una localidad del estado mexicano de Michoacán. Es parte del municipio de Nuevo Urecho.

## Demografía
| Gráfica de evolución demográfica |
|                                  |

| Censo | Población |
| ----- | --------- |
| 1921  | 162       |
| 1930  | 215       |
| 1940  | 425       |
| 1950  | 732       |
| 1960  | 462       |
| 1970  | 1533      |
| 1980  | 1737      |
| 1990  | 1787      |
| 2000  | 1478      |
| 2010  | 1308      |
| 2020  | 1421      |